# Cussonia
Die Pflanzengattung Cussonia gehört zur Familie der Araliengewächse (Araliaceae). Die 20 bis 25 Arten sind vom tropischen bis südlichen Afrika und auf den Maskarenen weitverbreitet.

## Beschreibung

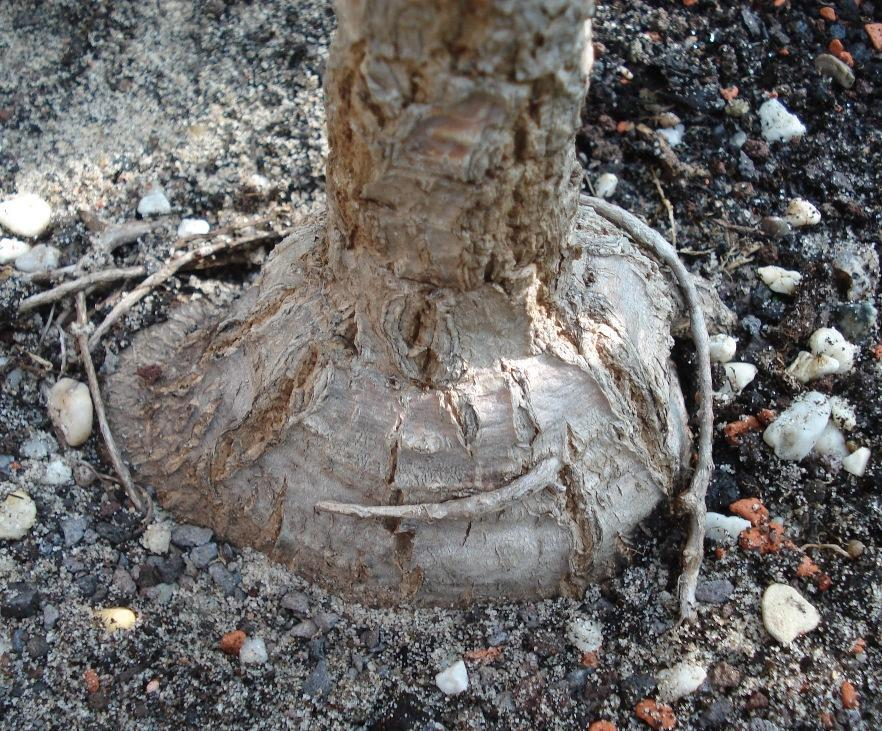
Lignotuber an Cussonia paniculata

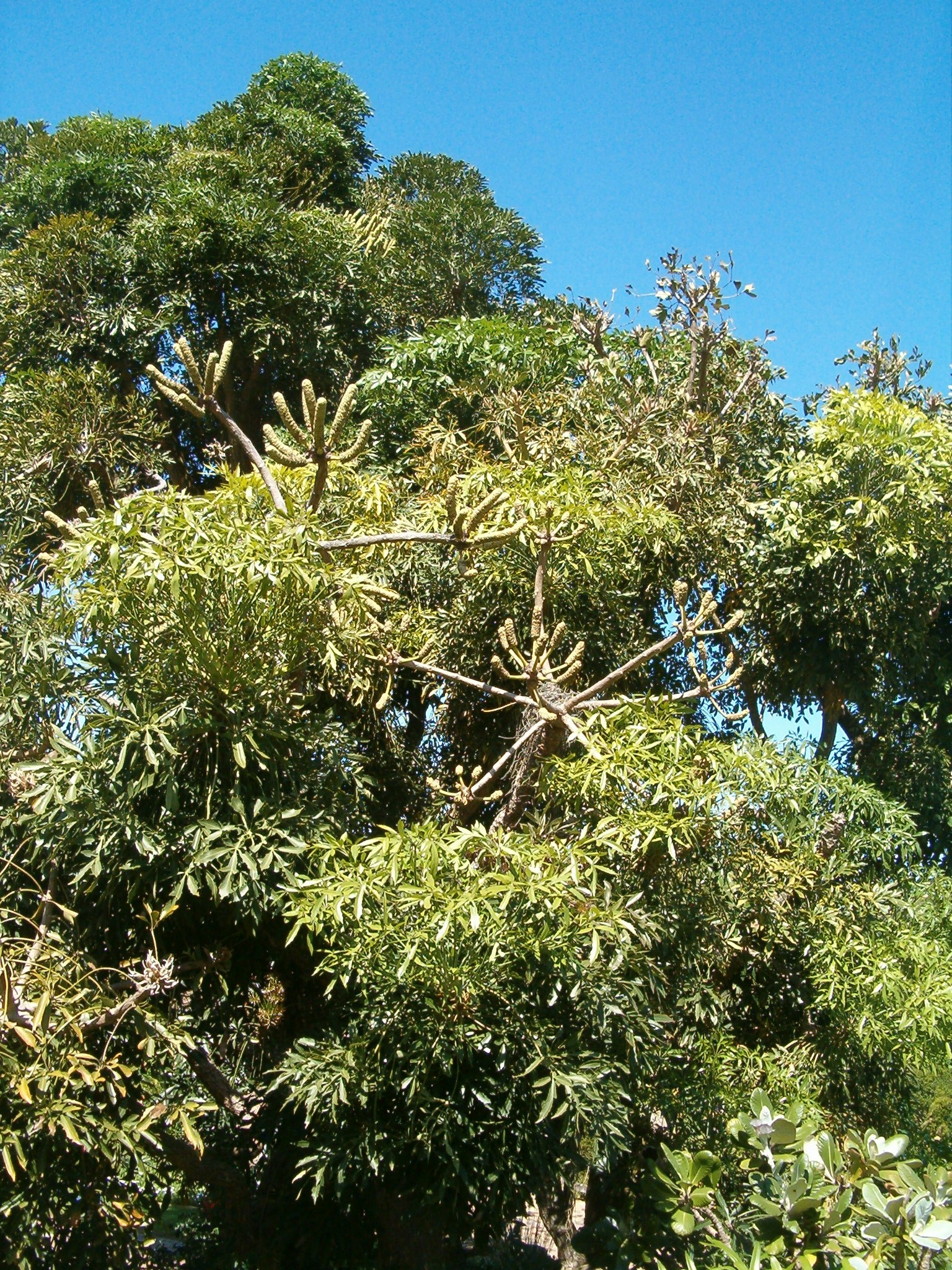
Habitus, Laubblätter und Blütenstände von Cussonia spicata

### Vegetative Merkmale
Die Cussonia-Arten sind immergrüne oder in der Trockenzeit laubabwerfende, meist wenig verzweigte Bäume mit Wuchshöhen von 5 bis 15 Metern oder Sträucher. Die oberirdischen Pflanzenteile sind je nach Art und Alter kahl bis mehr oder weniger stark behaart. Einige Arten bilden am Stammgrund eine Verdickung (Lignotuber) aus.
Die oft in („schirmartigen“) „Büscheln“ an den Enden der Zweige bzw. Stämme stehenden Laubblätter sind in Blattstiel und Blattspreite gegliedert. Die Blattstiele sind auffällig lang. Die oft silberig-grüne, handförmig geteilte Blattspreite besitzt gesägte Blattränder. (Aus diesen „Büscheln“ leitet sich der englische Trivialname „Cabbage Tree“ (direkt übersetzt „Kohlbaum“) ab.) Die Nebenblätter sind oft sehr auffällig.

### Blütenstand und Blüten
Mehrere kolbenähnliche Blütenstände stehen an den Zweigenden zusammen. Die Hochblätter sind nur klein oder rudimentär.
Die zwittrigen, selten vier- oder meist fünfzähligen Blüten weisen einen Durchmesser von 4 bis 8 Millimeter und eine doppelte Blütenhülle auf. Die selten vier, meist fünf kurzen Kelchblätter sind mindestens fast vollständig becherförmig verwachsen. Die selten vier, meist fünf Kronblätter sind gelblich-grün. Es ist nur ein Kreis mit selten vier, meist fünf Staubblättern vorhanden. Der Diskus ist flach oder mit dem Griffel zu einem konischen Stylopodium verwachsen. Meist zwei Fruchtblätter sind zu einem zweikammerigen Fruchtknoten verwachsen. Es sind meist zwei Griffel vorhanden.

### Fruchtstand, Früchte und Samen
Die dicht im Fruchtstand zusammen sitzenden bei Reife oft schwarz-violetten Steinfrüchte sind fast kugelig, urnenförmig, verkehrt-eiförmig oder verkehrt-konisch bis keilförmig und manchmal fleischig. Die Samen sind eiförmig bis etwas abgeflacht.

## Verwendung
Verschiedene Pflanzenteile werden als Naturmedizin verwendet.
Das Holz hat eine korkige Struktur und wurde für Bremsen von Kutschen und Wagen verwendet.

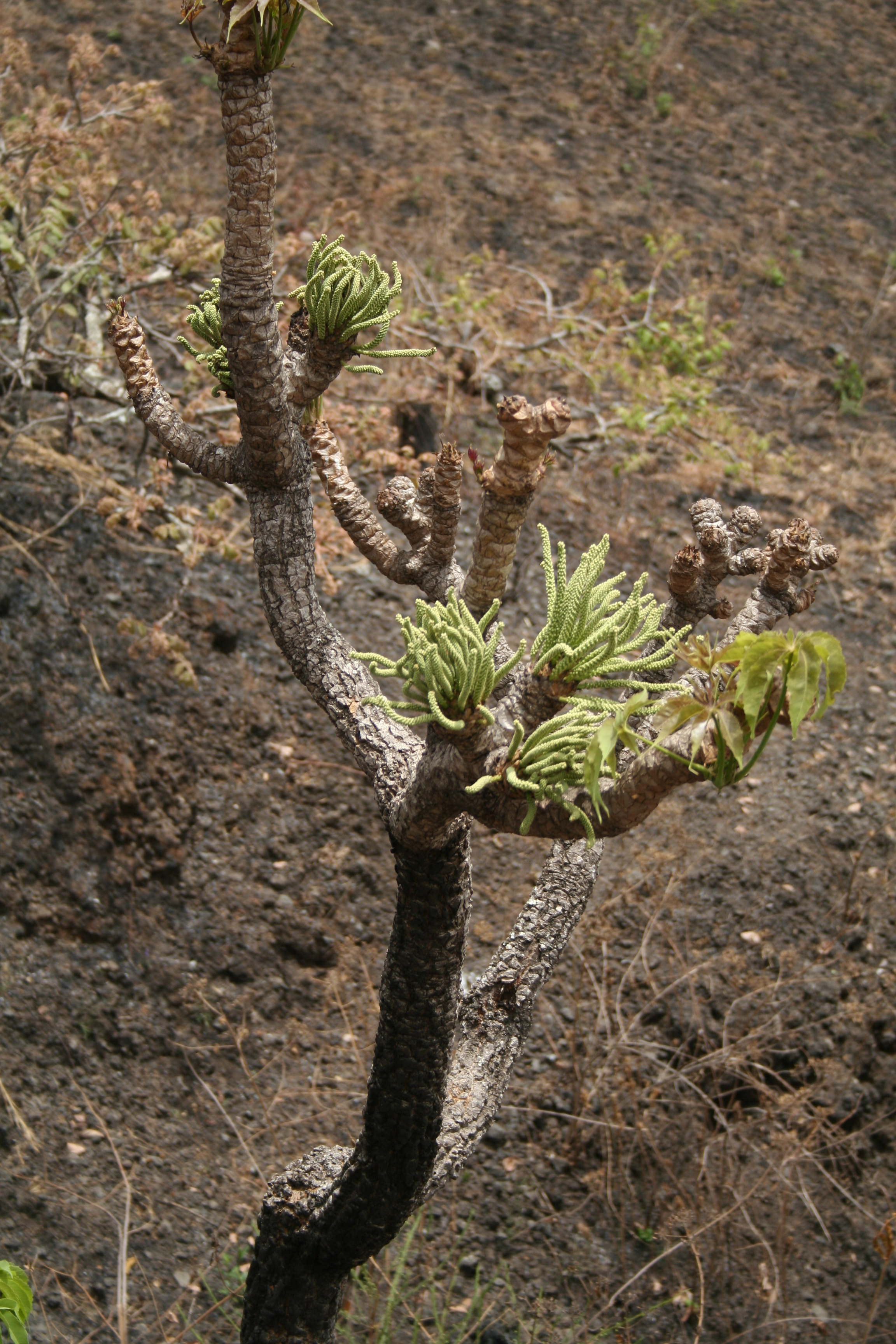
Cussonia arborea mit Blütenständen, treibt gerade neu Blätter aus, im Habitat auf dem Mount Mbati in Kamerun

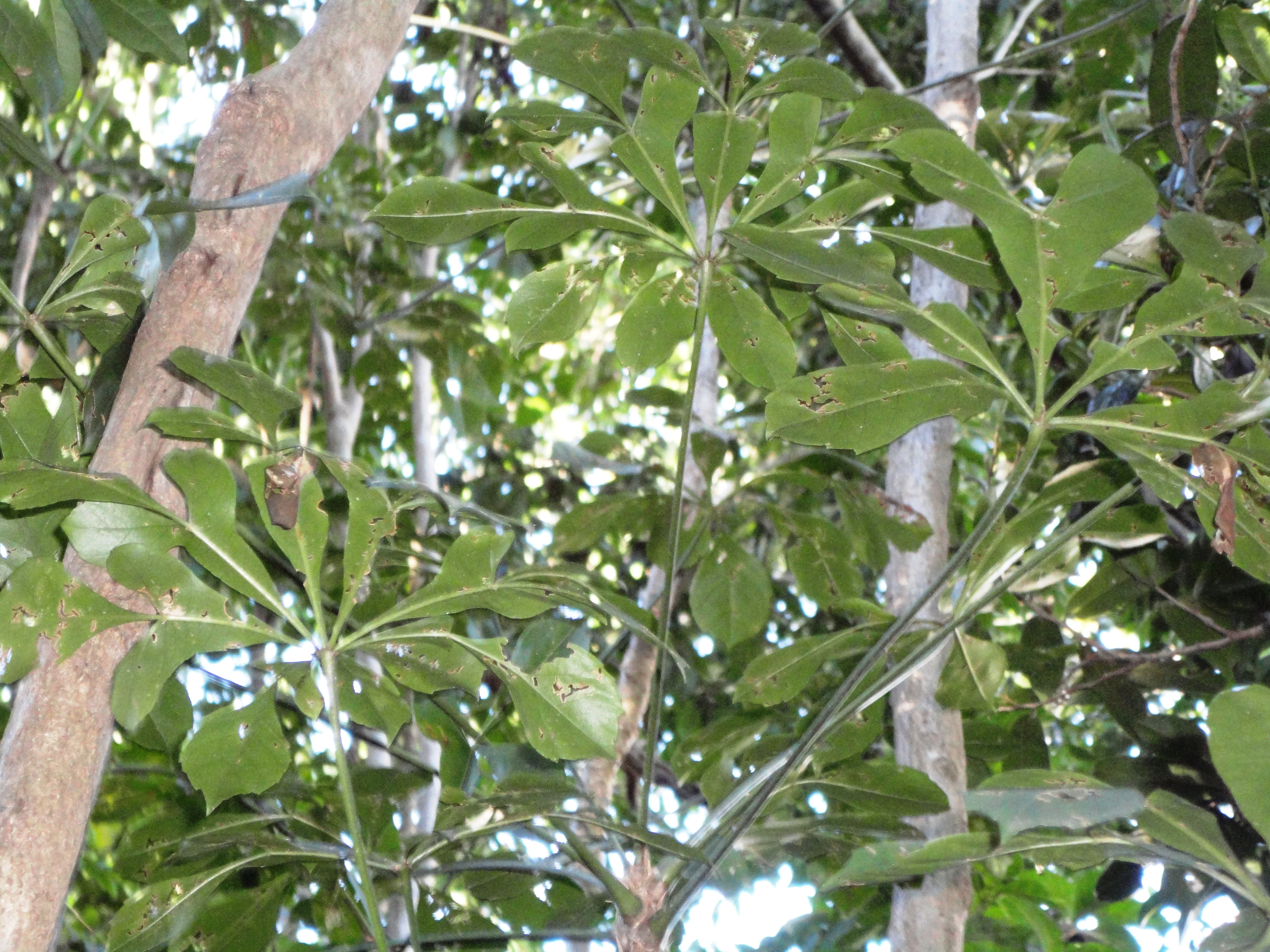
Laubblätter von Cussonia nicholsonii

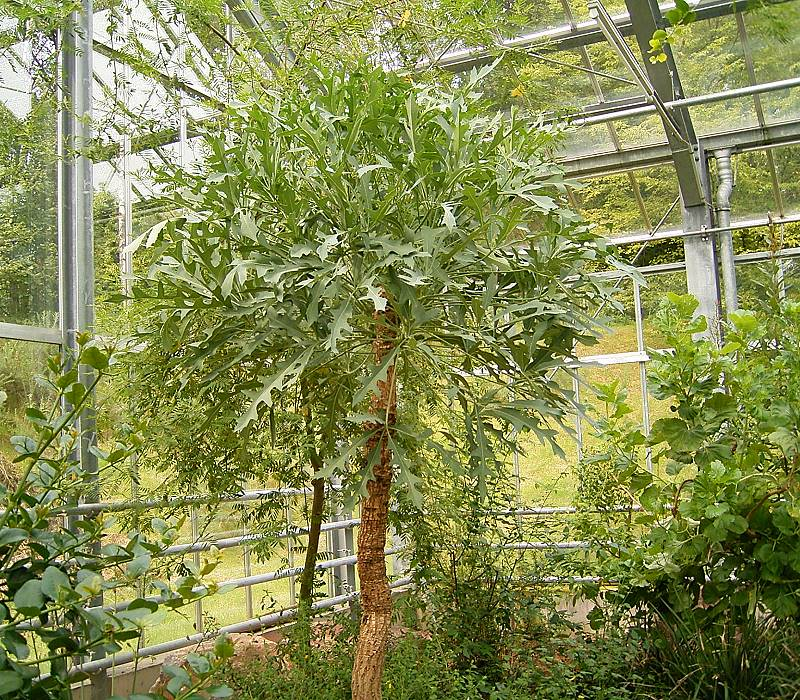
Habitus und Laubblätter von Cussonia paniculata

## Systematik
Die Gattung Cussonia wurde 1780 durch Carl Peter Thunberg in Nova Acta Regiae Societatis Scientiarum Upsaliensis, Volume 3, S. 210, Tafel 12 & 13 aufgestellt. Ein Synonym für Cussonia Thunb. ist Sphaerodendron Seem. Der Gattungsname Cussonia ehrt den französischen Arzt und Botaniker Pierre Cusson (1727–1783).
Es gibt etwa 20 bis 25 Cussonia-Arten:
- Cussonia angolensis (Seem.) Hiern: Sie ist in Zaire, Angola und im nordwestlichen Namibia verbreitet.[3]
- Cussonia arborea Hochst. ex A.Rich.: Sie ist im tropischen Afrika weitverbreitet.[3]
- Cussonia arenicola Strey: Sie kommt Mosambik sowie in der südafrikanischen Provinz KwaZulu-Natal vor.[4][3]
- Cussonia bancoensis Aubrév. & Pellegr.: Sie ist vom tropischen Westafrika bis zur Republik Kongo verbreitet.[3]
- Cussonia brieyi De Wild.: Sie ist von Zaire bis ins nördliche Angola verbreitet.[3]
- Cussonia corbisieri De Wild.: Sie ist vom südlichen Zaire bis Sambia verbreitet.[3]
- Cussonia gamtoosensis Strey: Diese seltene Art gedeiht an trockenen sowie felsigen Hängen nur im Gamtoos River Valley in der südafrikanischen Provinz Ostkap.[4]
- Cussonia holstii Harms ex Engl.: Das Verbreitungsgebiet reicht vom Jemen und Äthiopien bis Tansania.[3]
- Cussonia jatrophoides Hutch. & E.A.Bruce: Die Heimat ist Tansania.[3]
- Cussonia natalensis Sond. ex W.H.Harver: Sie ist in Simbabwe, Eswatini und in den südafrikanischen Provinzen KwaZulu-Natal, Limpopo sowie Mpumalanga verbreitet.[3][4]
- Cussonia nicholsonii Strey: Sie kommt nur in den südafrikanischen Provinzen Ostkap sowie KwaZulu-Natal vor.[4]
- Cussonia ostinii Chiov.: Die Heimat ist Äthiopien.[3]
- Cussonia paniculata Eckl. & Zeyh.[5]: Es gibt zwei Unterarten:
  - Cussonia paniculata Eckl. & Zeyh. subsp. paniculata: Sie kommt in den südafrikanischen Provinzen KwaZulu-Natal, Nord-,  Ost- sowie Westkap vor.[4]
  - Cussonia paniculata subsp. sinuata (Reyneke & Kok) De Winter: Sie ist von Botswana, Lesotho und Eswatini bis in die südafrikanischen Provinzen Free State, Gauteng, KwaZulu-Natal, Limpopo, Mpumalanga sowie North West verbreitet.[4]
- Cussonia sessilis Lebrun: Die Heimat ist Zaire.[3]
- Cussonia sphaerocephala Strey: Sie kommt in Eswatini und in den südafrikanischen Provinzen Ostkap sowie KwaZulu-Natal vor.[4]
- Cussonia spicata Thunb.: Das Verbreitungsgebiet reicht vom Sudan bis zu den südafrikanischen Provinzen Gauteng, KwaZulu-Natal, Limpopo, Mpumalanga, North West, Ostkap, Westkap[4] und den Komoren.[3]
- Cussonia thyrsiflora Thunb.: Sie kommt nur in den nördlichen südafrikanischen Provinzen Ost- sowie Westkap vor.[4]
- Cussonia transvaalensis Reyneke: Sie kommt nur in den nördlichen südafrikanischen Provinzen Gauteng, Limpopo, Mpumalanga sowie North West vor.[4]
- Cussonia zimmermannii Harms: Das Verbreitungsgebiet reicht von Kenia bis Mosambik.[3]
- Cussonia zuluensis Strey: Sie kommt von Mosambik bis in die südafrikanischen Provinzen KwaZulu-Natal sowie Mpumalanga vor.[4][3]